# 澳大利亚外交贸易部
澳大利亚外交贸易部（英語：Department of Foreign Affairs and Trade，简称为DFAT）是澳大利亚的一个政府部门，负责该国的外交政策，外交关系，外国援助，领事服务、以及贸易和投资。
该部门最高階事務官是外交贸易部秘书（现任为揚·亞當斯），直屬於外交部长（现任为参议员黃英賢），另外有四名助理部长协助管理。

## 历史
该部门起源于澳大利亚联邦成立后的最初的七个部门中的两个：贸易和海关部、对外事务部，分别由哈里·沃拉斯顿和阿特里·亨特领导。
该部门曾于1916年11月14日废除，其职责转由总理府和内政部负责。后于1921年12月21日重新建立。
1970年，对外事务部改名为外交部。1987年7月24日，霍克工党政府将外交部和贸易部合并为外交贸易部（DFAT）。